# Филарет (Линчевский)
Архиепископ Филарет (в миру Андрей Константинович Линчевский; 12 июня 1873, Чигиринский уезд, Киевская губерния — 27 ноября 1937, Киев) — епископ Русской православной церкви, архиепископ Волынский и Житомирский.

## Биография
Родился в селе Подорожнее Чигиринского уезда Киевской губернии (ныне — затоплено Кременчугским водохранилищем)
В 1897 году окончил Киевскую духовную академию со степенью кандидата богословия.
6 мая того же года рукоположён в сан иерея и назначен законоучителем Церковно-приходских школ.
С 1914 по 1920 года был преподавателем в духовных семинариях.
С 1922 по 1923 год был приходским священником.
2 декабря 1923 года хиротонисан во епископа Черкасского и Чигиринского, викария Киевской епархии.
Боролся с обновленчеством, поддерживал каноническую церковную власть в лице архиепископа Волынского Аверкия (Кедрова) и митрополита Киевского Михаила (Ермакова).
В 1924 году выслан из Черкасской епархии в Киев.
В феврале 1925 года арестован в Киеве. Находился в Киевской тюрьме. В марте освобожден.
14 сентября 1926 года арестован в Харькове, отправлен в Москву и заключен в Бутырскую тюрьму. В ноябре приговорён к 3 годам ссылки и отправлен в посёлок Кудымкар Уральской области.
В ноябре 1928 года освобожден из ссылки, вернулся в Киев.
С 13 мая 1932 по 1933 год — архиепископ Винницкий.
С 27 марта 1934 года — архиепископ Уманский, викарий Киевской епархии.
18 августа 1934 года в связи с постановлением Временного Патриаршего Священного Синода о присвоении Заместителя Патриаршего Местоблюстителя митрополита Сергия титула митрополита Московского и Коломенского, написал в своём заявлении: «Настоящим заявлением имею честь присоединить и свою подпись к акту от 14/27 апреля сего года об усвоении Высокопреосвященнейшему Заместителю Патриаршего Местоблюстителя нового титула с пожеланием поскорее также присоединить свою подпись и к акту о возведении на кафедру Патриарха всей Русской Церкви Блаженнейшего Сергия, митрополита Московского и Коломенского».
С 23 октября 1934 года — архиепископ Волынский и Житомирский.
Став архиепископом Житомирским, продолжал жить в Киеве. На своей кафедре был нелюбим за жёсткое обращение со священнослужителями и появлялся редко. Фактическим управляющим епархией стал его викарий епископ Максим (Руберовский), который хорошо знал церковную жизнь Житомира.
16 (или 19) июня 1937 года был арестован.
Постановлением Тройки НКВД Киевской области от 20 ноября 1937 года приговорён к расстрелу. 27 ноября того же года был расстрелян в Киеве.